# Costache Bejan
Costache Bejan (n. 13 august 1946) este un fost deputat român în legislatura 1990-1992, ales în județul Iași pe listele partidului PDAR. Costache Bejan a fost membru în grupurile parlamentare de prietenie cu Republica Portugheză, Republica Coreea, Canada și Australia.